# Peter Luts
Peter Luts est un disc jockey et producteur belge né en 1971.

## Biographie
Il commence sa carrière en tant que membre du groupe Lasgo.
Sa carrière musicale débute à 12 ans, il a publié diverses pistes sous les pseudos: Astroline, Abnea, héliaque, Outrowz, Groovewatchers…. , tout en travaillant avec Lasgo.
Il a écrit et produit Love Is The Message, qui est l’hymne de la 8e édition de la CityParade en 2005.
En 2006 Peter Luts sort son premier single, What a Feeling. Le single cartonne et se classe même aux États-Unis sur le Billboard Hot Dance Airplay Chart. Pour ce titre il est récompensé à la cérémonie des WMC qui se déroule à Miami, comme meilleur single Européen.
Cela lui ouvre les portes des États-Unis et en 2007  il sort le single One en collaboration avec Barbara Tucker.
Il est également producteur d'AnnaGrace (ex Ian Van Dahl). Depuis sa création en 2000, le groupe a sorti trois albums dont Ace sorti à l'arrivée de Peter Luts dans le groupe, en 2002, Lost & found en 2004 et Prêt-à-dare en 2010.

## Discographie

### Singles
- 2004 : Don't Go (feat. Nivelle)
- 2005 : Love is the Message (#16  Belgique (Flandre))
- 2006 : What A Feeling (avec Dominico)
- 2007 : One (avec Barbara Tucker)
- 2008 : On My Own (avec Basto) (#31  Belgique (Flandre))
- 2009 : Burning (#41  Belgique (Flandre))
- 2010 : The Rain (#7  Belgique (Flandre))
- 2010 : Can't fight this feeling (feat. Jerique) (#28  Belgique (Flandre))
- 2011 : Hands Up (feat. Lynn La Rouge) (#44  Belgique (Flandre))
- 2012 : Cayo
- 2012 : Everyday (#25  Belgique (Flandre))
- 2012 : One More Night
- 2013 : Anjuk (avec DJ Licious)
- 2013 : We Don't Give A F (avec DJ Ward)
- 2013 : Turn Up The Love (feat. Eyelar) (#20  Belgique (Flandre))
- 2014 : Coming Home
- 2014 : Miracle (feat. Levi) (#36  Belgique (Flandre))
- 2014 : Crank It Up (avec Double Pleasure)
- 2014 : Light In Your Eyes
- 2014 : Super Tiger (avec Tom Leclercq)
- 2015 : Stranger
- 2015 : Raining down (feat. Jannika)
- 2015 : I Need You (avec DJ Licious)
- 2016 : Lovin' U
- 2016 : I Will Make It
- 2017 : Work (avec Shurakano)
- 2017 : Sunshine (avec Duane Harden)
- 2018 : Mobius
- 2018 : Lollipop
- 2018 : Blister (avec Basto)
- 2019 : Game Face
- 2019 : Nimbus (avec Basto)
- 2019 : Sex, Drugs & Rock 'n' Roll
- 2019 : One of These Nights (feat. Forêt)
- 2019 : Anybody
- 2019 : Spitfire (avec Basto)
- 2021 : Qami Qami``(ft Malena)